# Ypsilonurus
Ypsilonurus is een geslacht van hooiwagens uit de familie Gonyleptidae.
De wetenschappelijke naam Ypsilonurus is voor het eerst geldig gepubliceerd door Mello-Leitão in 1933. 

## Soorten
Ypsilonurus is monotypisch en omvat slechts de volgende soort:
- Ypsilonurus mutilatus